# Nordfriesische Lieder

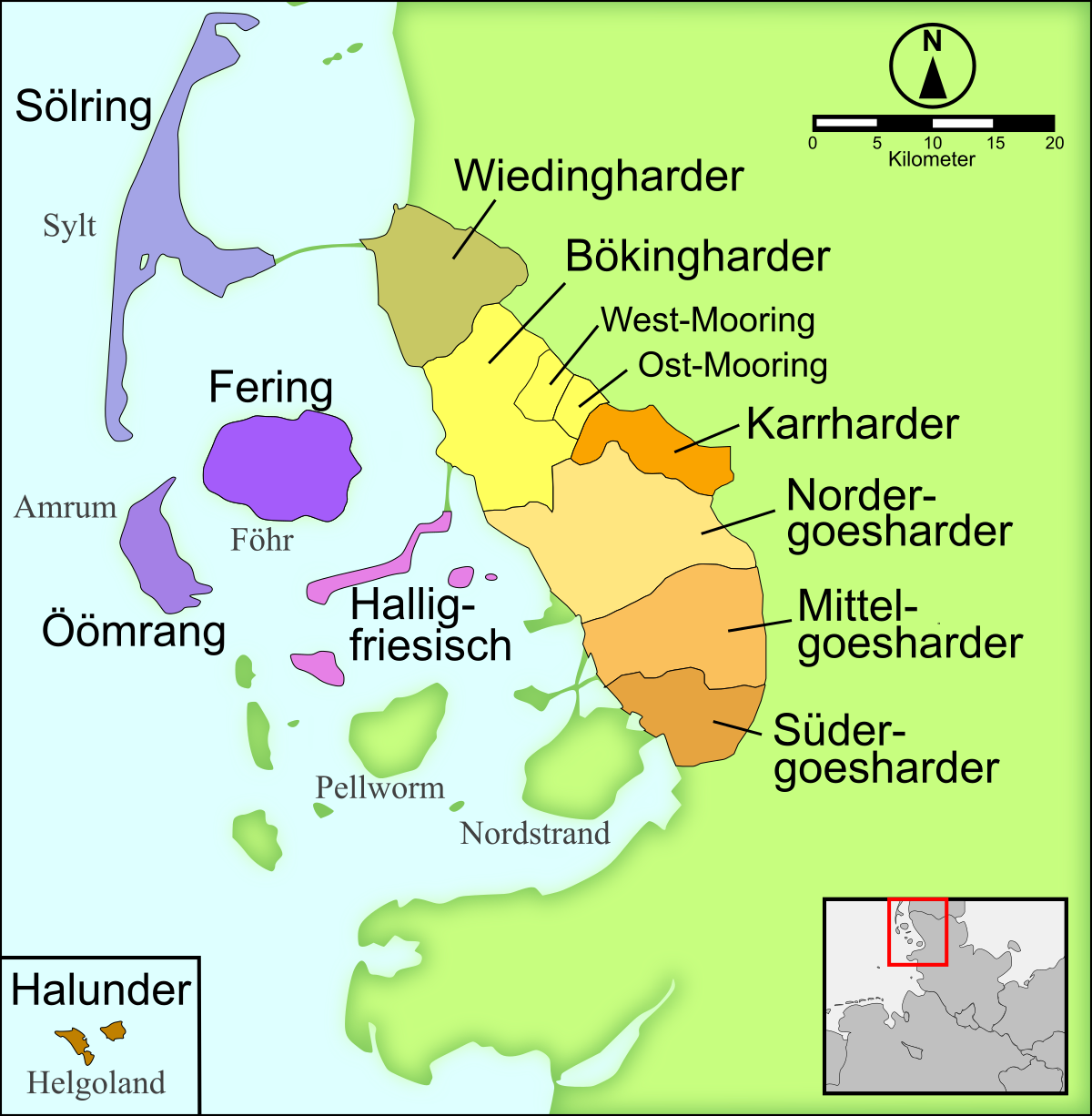
Karte der nordfriesischen Dialekte

Nordfriesische Lieder sind Lieder, deren Texte in nordfriesischer Sprache verfasst sind. Nordfriesische Lieder wurden erst ab etwa 1900 schriftlich festgehalten.

## Verbreitungsgebiet
Nordfriesische Lieder werden im Verbreitungsgebiet der nordfriesischen Sprache gesungen, also den nordfriesischen Inseln einschließlich Helgoland und dem Festland im Norden des heutigen Kreises Nordfriesland. Durch Aufnahmen auf Tonträgern wurden sie besonders in den 1970er Jahren überregional verbreitet. Im nordfriesischen Sprachraum werden friesische Lieder vor allem bei Chorauftritten und öffentlichen und privaten Feiern gesungen, auch bei friesischen Gottesdiensten. Ebenso spielen nordfriesische Lieder im Friesischunterricht eine Rolle.

## Geschichte
Nach zwei Einwanderungswellen aus den heutigen Niederlanden, vermutlich im 8. und 11. Jahrhundert, lebten in Nordfriesland Menschen, die hauptsächlich nordfriesisch sprachen. Über ihre Lieder ist wenig bekannt. Auf Föhr entstand das Lied A Redher, a Bai bzw. A bai reder (deutsch vermutlich etwa: Es tanzte ein Ritter), das von einer Frau handelt, die wegen ihrer angeblichen Kontakte zu einem Ritter von ihrem Bruder getötet wird. Weitere erhaltene Lieder sind ein Spottlied über einen Hammeldiebstahl im Strander Friesisch aus dem 17. Jahrhundert und mehrere nordfriesische Versionen des deutschen Volkslieds Es wollt ein Bauer früh aufstehn. Die Lieder wurden mündlich überliefert, da das Schreiben der friesischen Sprache unüblich war.
Ab 1900 kam es im Rahmen der aufkommenden Heimatbewegung auch zu einer Bewusstmachung der nordfriesischen Traditionen. Zahlreiche Lieder wurden in den nordfriesischen Dialekten getextet und verbreitet. Zu den Textern dieser Epoche gehörten Nis Albrecht Johannsen der Ältere (1855–1935) und sein Sohn Nis Albrecht Johannsen der Jüngere (1888–1967) und die Föhrer Lorenz Conrad Peters, kurz L. C. Peters (1885–1949), und Reinhard Arfsten (1897–1971). Die Melodien stammen oft von deutschen Volksweisen. Auf Sylt textete Christian Peter Christiansen (1855–1922) die Hymne Üüs sölring lun (Unser Sylt). Bandix Friedrich Bonken übersetzte Choräle in die Dialekte Öömrang und Halligfriesisch. Der Amrumer Artur Kruse (1893–1968) schrieb ebenfalls einige friesische Lieder. Zahlreiche Liederbücher entstanden.
Im Rahmen der Wiederentdeckung deutscher Volkslieder in den 1970er Jahren im Rahmen der Folkbewegung wurden auch nordfriesische Texte neu vertont. Knut Kiesewetters 1973 erschienenes Album Ihr solltet mich nicht vergessen enthielt das Lied A Redher, a Bai in einer Neuvertonung mit modernisiertem Text, da das Altfering der Erstfassung kaum noch verständlich war. A Bai wird dort mit ‚der Bauernbursche‘ übersetzt. Auf Kiesewetters Nachfolgealbum Keiner hat mich richtig lieb, das 1974 erschien, gibt es mit dem Biiken sung (Biike-Lied) ein weiteres friesisches Lied, das aber im Bökingharder Friesisch gesungen wird. Sigrun Kiesewetter spielte 1975 die Lieder Die samer as kiimen (Der Sommer ist gekommen) und Släip latj doote (Schlaf, kleine Tochter) im Bökingharder Friesisch ein. Fiede Kay sang 1976 ebenfalls im Bökingharder Friesisch die Lieder Worsleed (Frühlingslied) und Gölj-rüdj-ween (Gold-Rot-Blau). Auf Knut Kiesewetters 1976 erschienenen Album Leeder von mien Fresenhof sind alle Lieder der B-Seite nordfriesisch gesungen, darunter eine neue Version von A Redher, a Bai und Biiken sung. Die Texte der erstmals aufgenommenen Stücke stammen von Vater und Sohn Nis Albrecht Johannsen sowie Johannes Hansen. Im Jahr 2013 veröffentlichte die von Föhr stammende Sängerin Norma mit Eeb an Flud und Dü an ik zwei Lieder auf Fering, mit denen sie im selben Jahr auch den friesischen Musikweedstrid (Musikwettbewerb) in Bredstedt gewann. 2014 veröffentlichte die Föhrer Folk-Band Kalüün ein Album mit Liedern in nordfriesischer Sprache. Es wurde im gleichen Jahr mit dem Preis der Deutschen Schallplattenkritik in der Sparte „Lieder und Songs“ ausgezeichnet; der Song Fering hüs wurde in die Liederbestenliste aufgenommen.
1977 gab das Nordfriisk Instituut in Bredstedt das Kurtfaadet Liitjinbuk für Feer an Oomram (Kurzgefasstes Liederbuch für Föhr und Amrum) heraus, eine Sammlung von Volksliedern in Fering und Öömrang. Das Buch beruht auf zuvor erschienenen Liederbüchern. Weitere Liederbücher in verschiedenen Dialekten folgten, ebenfalls im Verlag des Nordfriisk Instituut. 2000 erschien das rund 870 Seiten umfassende Kirchengesangbuch Loow nü e Hiire (Lobet den Herren), das Choräle in mehreren nordfriesischen Dialekten enthält.

### Öömrang
Die vier Strophen des Amrumer Liedes Min öömrang lun (Mein Amrumer Land) von Lorenz Conrad Peters (* 1885,† 1949) wurden in vier Granitsteine eingraviert, die dann an unterschiedlichen Orten der Insel Amrum aufgestellt wurden.

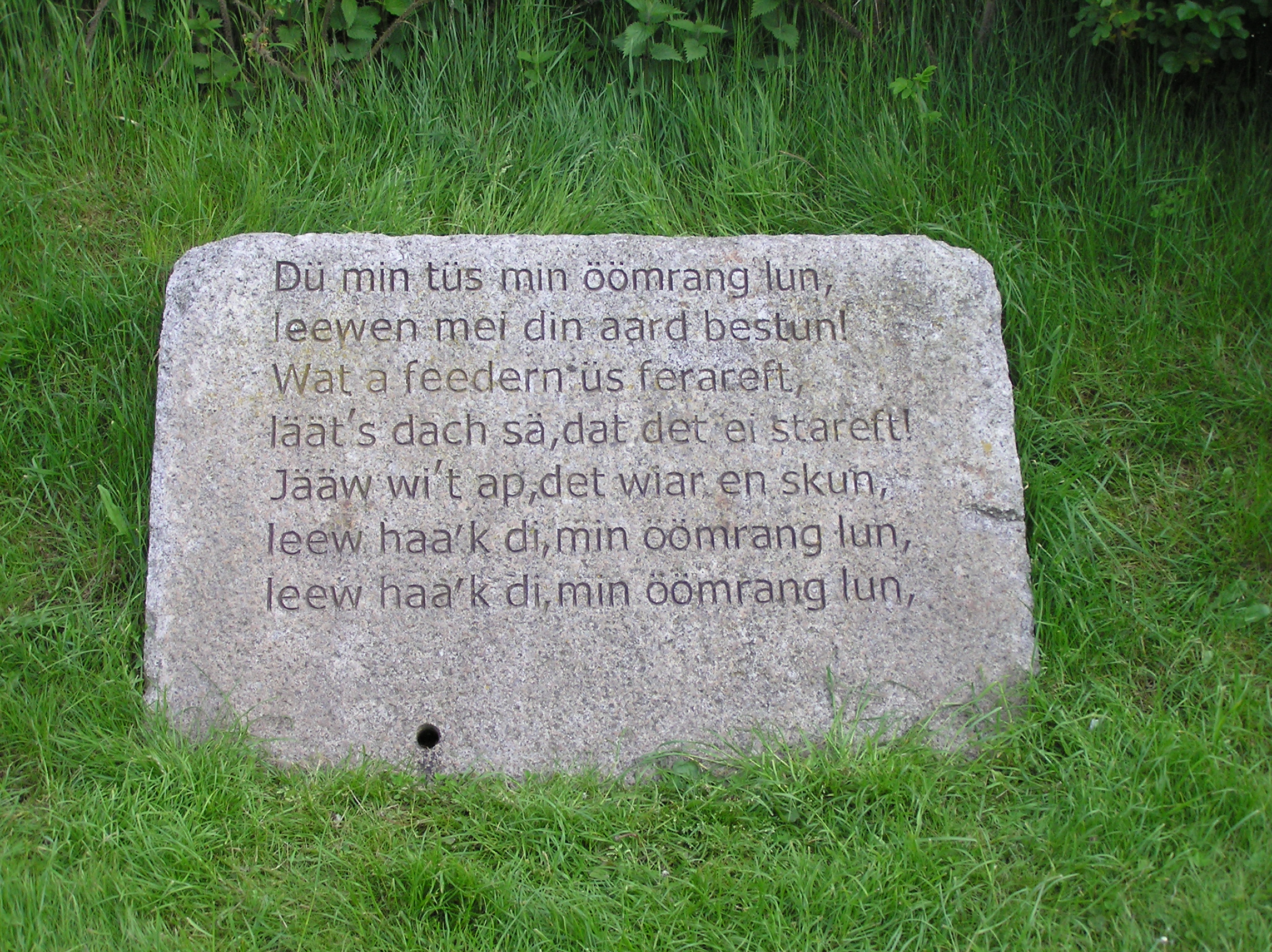
Nebel
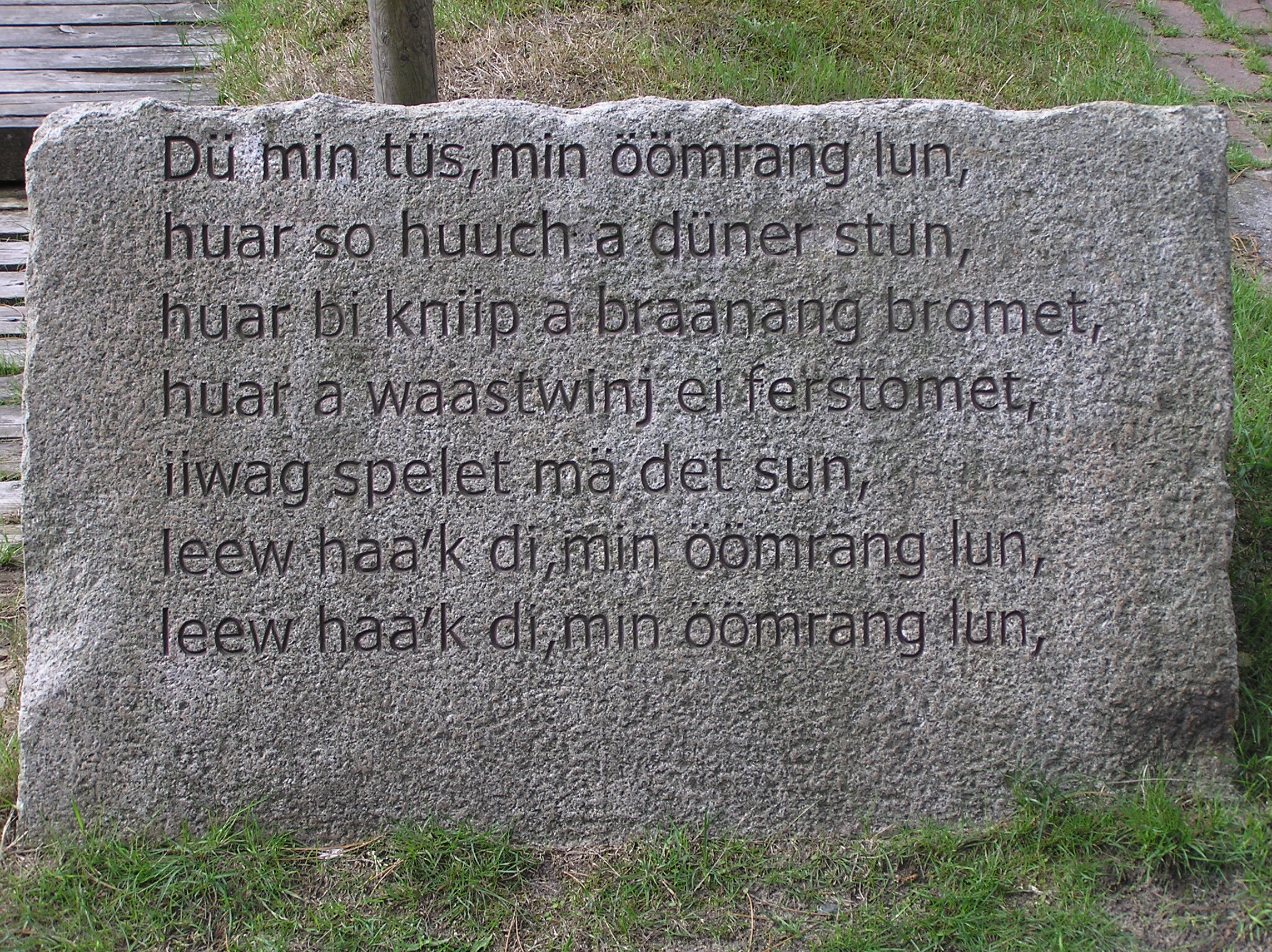
Wittdün
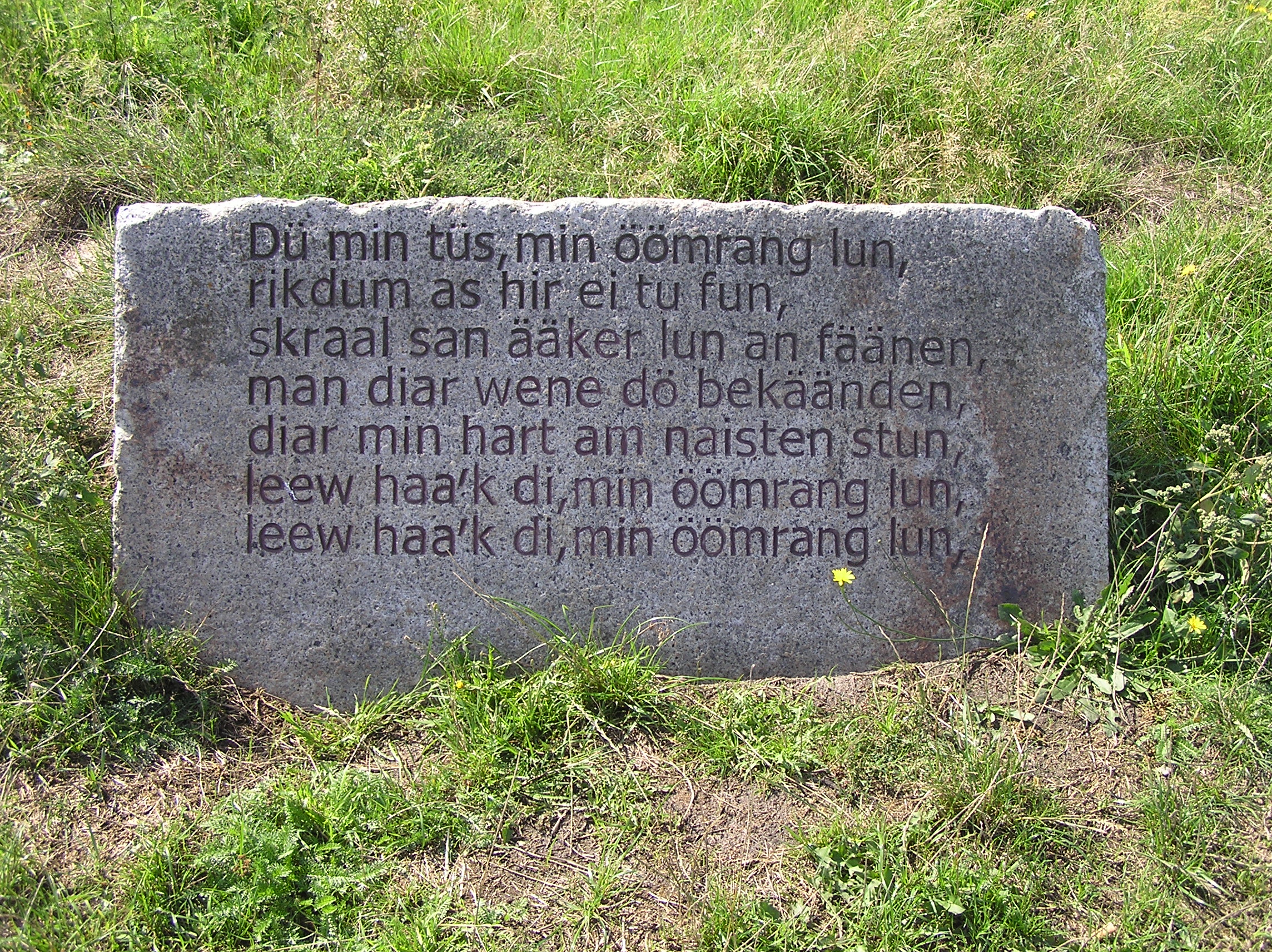
Norddorf
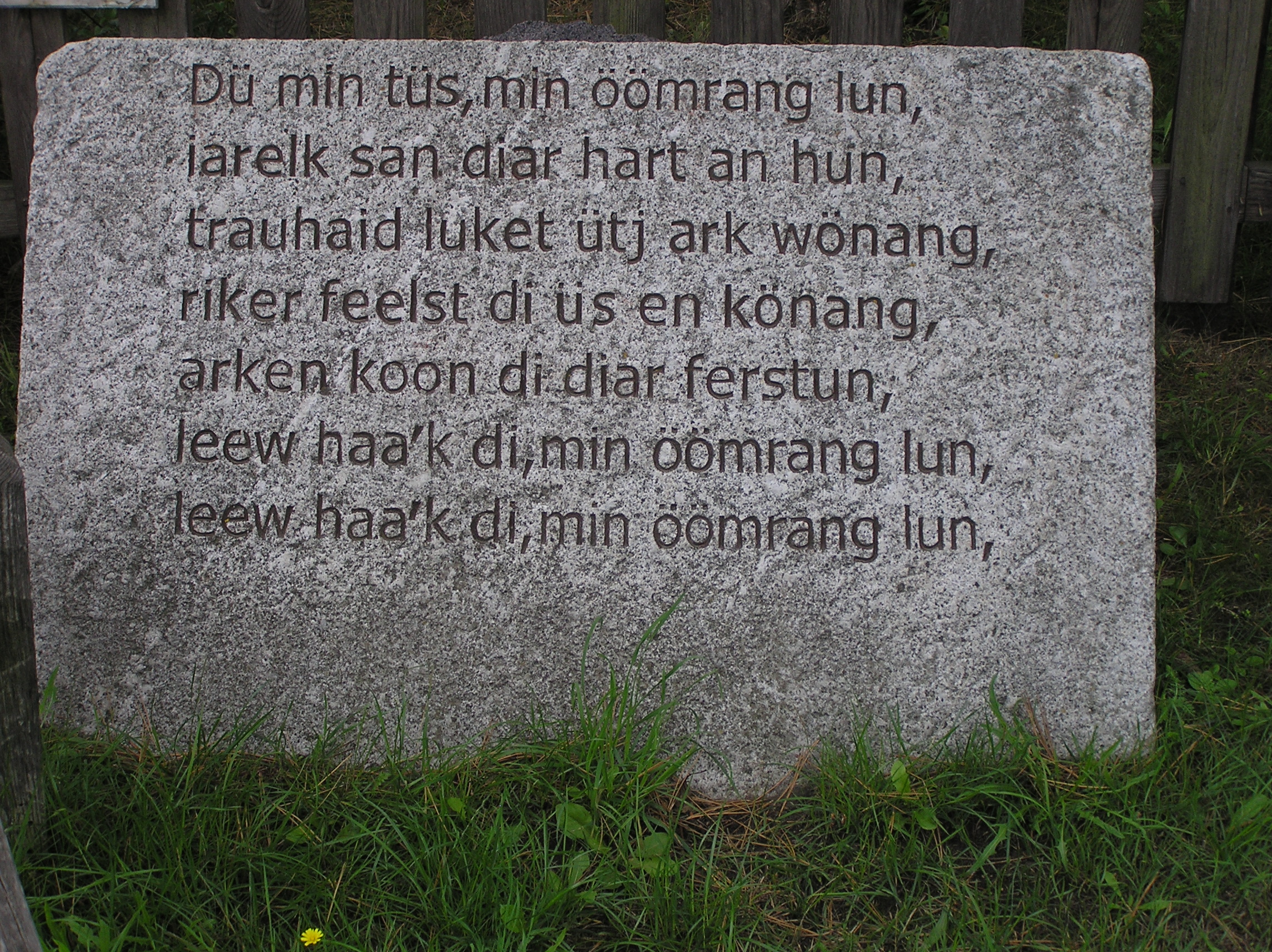
Steenodde

## Inhalt
Abgesehen von den Chorälen haben fast alle Texte regionale Bezüge. Sie handeln von der Liebe zur nordfriesischen Heimat, von den Festtagen und Jahreszeiten sowie der Liebe. Die meisten Lieder werden in Durtonarten gesungen und entsprechen mit ihrer Strophenform deutschen Volksliedern.

## Nordfriesische Liederbücher
- Julius Tedsen, Ferdinand Zacchi (Hrsg.): Föhringer Liederbuch. 2. Auflage. Wyk 1913
- Bandix Friedrich Bonken: Lidjan unt Ömrang-and Halleg-Fresk. Jensen, Breklum 1914
- Nordfriesische Lieder in Mooringer Mundart. C. Jessen Sohn, 1921
- Bandix Friedrich Bonken: An Lidjenbuk unt Fresk. Jensen, Breklum 1925
- Halli-Ledebök. Nordfriesische Rundschau, Niebüll 1925
- Andreas Hübbe (Hrsg.): Söl’ring dechtings en Leedjis. 3. Auflage. Gräfe, Hamburg 1927
- L. C. Peters (Hrsg.): Ferring-ömreng Liedjinbuck. 1927
- Chr. Jensen, A. Boysen (Hrsg.): Shong Frash. Holbæk 1952
- Reinhard Arfsten (Hrsg.): Leet üß schong: en fering-öömring Liidjinbuk. Oldsum 1953
- Reinhard Arfsten (Hrsg.): Koor-Liidjinbuk för Fehr an Oomram. Oldsum 1957
- Reinhard Arfsten (Hrsg.): Nei Koorliidjinbuk för Fehr an Oomram. Oldsum 1962
- Fering Ferian (Hrsg.): Kurtfaadet Liitjinbuk för Feer an Oomram. Nordfriisk Instituut, Bredstedt/Bräist 1977
- Alfred Boysen (Hrsg.): Frisia cantat II. 1979
- Jens Lorenzen (Hrsg.): Nai hali-leedeböök. 25 freeske leede än 10 koraole. Nordfriisk Instituut, Bredstedt/Bräist 1979, ISBN 3-88007-081-4
- 23 Sunge to Jül an Nai-Iir aw Mooringer Frasch. 2. Auflage. Nordfriisk Instituut, Bredstedt/Bräist 1982, ISBN 3-88007-049-0
- Ernst Martin Dahl: Loow nü e Hiire. Nordfriesisches Gesangbuch. Nordfriisk Instituut, Bredstedt/Bräist 2000, ISBN 978-3-88007-281-7
- Dörte Flor (Hrsg.): Lätj us friisk sjunge. Nordfriisk Instituut, Bredstedt/Bräist 2000, ISBN 978-3-88007-306-7
- Üüs Fraschlönj. Klassische Volkslieder. Nordfriesischer Heimatverein Dagebüll, mit Langspielplatte